# Тротиловый эквивалент

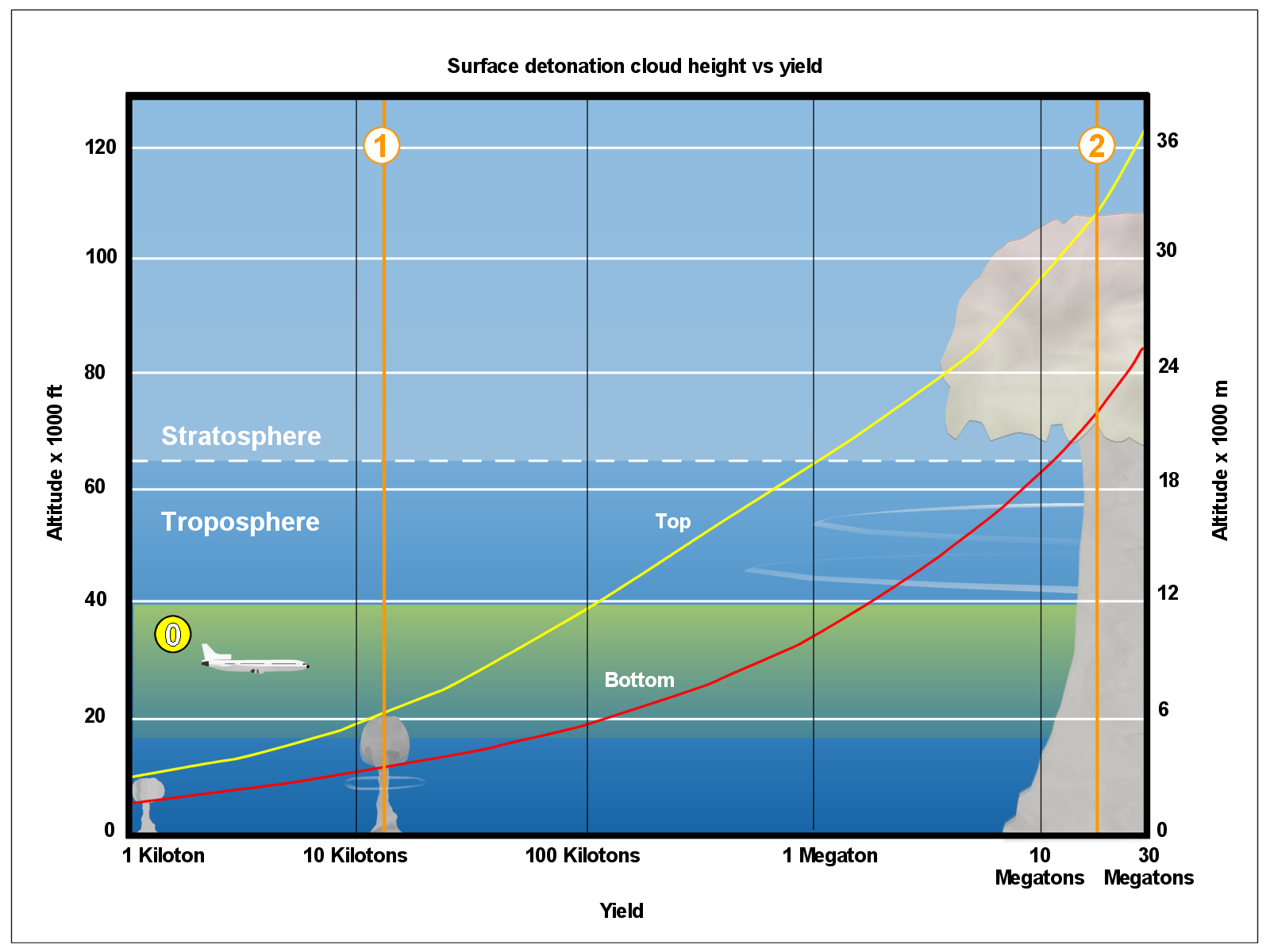
Высота ядерного гриба в зависимости от энергии (в тротиловом эквиваленте)

Троти́ловый эквивале́нт — мера энерговыделения высокоэнергетических событий, выраженная в количестве тротила (тринитротолуола, ТНТ), выделяющем при взрыве равное количество энергии.
Удельная энергия взрывного разложения тринитротолуола в зависимости от условий проведения взрыва варьирует в диапазоне 980—1100 кал/г. Для сравнения различных видов взрывчатых веществ условно приняты значения 1000 кал/г и 4184 Дж/г.

## Производные величины
- 1 миллиграмм тринитротолуола выделяет 1 термохимическую калорию, или 4,184 джоуля;
- 1 грамм ТНТ = 4,184⋅103 Дж = 4,184 кДж;
- 1 килограмм ТНТ = 4,184⋅106 Дж = 4,184 МДж;
- 1 тонна ТНТ = 4,184⋅109 Дж = 4,184 ГДж;
- 1 килотонна (кт) ТНТ = 4,184⋅1012 Дж = 4,184 ТДж;
- 1 мегатонна (Мт) ТНТ = 4,184⋅1015 Дж = 4,184 ПДж;
- 1 гигатонна (Гт) ТНТ = 4,184⋅1018 Дж = 4,184 ЭДж.
- 1 тератонна (Тт) ТНТ = 4,184⋅1021 Дж = 4.184 ЗДж.
- 1 петатонна (Пт) ТНТ = 4,184⋅1024 Дж = 4.184 ИДж.

## Использование и примеры
Тротиловый эквивалент мощности взрыва используется для оценки энергии, выделяемой при ядерных взрывах, подрывах химических взрывчатых устройств, падениях астероидов и комет, взрывах вулканов и в других случаях.
В частности, тротиловый эквивалент может характеризовать мощность ядерного взрыва. Он равен массе тротилового (тринитротолуолового) заряда, энергия которого во время взрыва была бы эквивалентна энергии взрыва данного ядерного боеприпаса. Например, энергия, выделяющаяся при делении всех ядер, содержащихся в одном килограмме урана-235 или плутония-239 (~80 ТДж), примерно равна энергии взрыва 20 тыс. т тротила.
Так, энергия взрыва ядерной бомбы «Малыш» над Хиросимой 6 августа 1945 года по разным оценкам составляет от 13 до 18 кт ТНТ, что соответствует полному преобразованию в энергию примерно 0,7 г материи:
E = mc2 = 0,0007 кг · (3⋅108 м/с)2 = 63⋅1012 Дж ≈ 15 кт ТНТ.
Для сравнения, общее мировое потребление электроэнергии за 2005 год (5⋅1020 Дж) равно 120 Гт ТНТ, или в среднем 3,8 кт ТНТ в секунду.
Энерговыделение при падении Тунгусского метеорита оценивается в 10—30 Мт ТНТ. При взрыве вулкана Кракатау в 1883 году выделилось около 200 Мт энергии в тротиловом эквиваленте. Полная энергия, выделившаяся при вызвавшем катастрофическое цунами землетрясении в Индийском океане 26 декабря 2004 года (магнитуда 9,3), эквивалентна 9600 гигатонн (4·1022 Дж), однако энергия, выделившаяся на поверхности дна океана, была в сотни тысяч раз меньше и эквивалентна лишь 26 мегатонн.

## Тротиловый эквивалент взрывчатых веществ
Тротиловый эквивалент взрывчатых веществ представляет собой коэффициент, который указывает, во сколько раз сильнее или слабее данное вещество по сравнению с тротилом (изредка может вводиться сходный сравнительный коэффициент относительно других широко применяемых веществ). Тротиловый эквивалент представляет собой массу тротила, при взрыве которой выделяется столько же энергии, сколько выделится при взрыве заданного количества конкретного ВВ. {\displaystyle M_{\mathrm {T} }=(\mathrm {R.E.} )\cdot M_{\mathrm {BB} }}
| Вещество       | Тротиловый эквивалент (R.E.) | Формула                                     |
| -------------- | ---------------------------- | ------------------------------------------- |
| Тротил (ТНТ)   | 1,0                          | Изображение химической структуры            |
| Нитрат аммония | 0,337                        | NH4NO3                                      |
| ТНРС           | 0,39                         | Изображение химической структуры            |
| Порох          | 0,55—0,66                    | (KNO3, S, C) или (нитроцеллюлоза + добавки) |
| Аммонал        | 0,99                         | NH4NO3 + ТНТ + Al                           |
| Тетрил         | 1,15—1,25                    | Изображение химической структуры            |
| Гексоген       | до 1,3—1,6                   |                                             |
| ТЭН            | 1,39                         | Изображение химической структуры            |
| Тритонал       | 1,53                         | ТНТ + Al                                    |
| Нитроглицерин  | 1,54                         | Изображение химической структуры            |
| ЭГДН           | 1,6                          | Изображение химической структуры            |
| Октоген        | 1,7                          | Изображение химической структуры            |
| Октанитрокубан | 2,38                         | Octanitrocubane.svg                         |